# Кзылту (Туркестанская область)
Кзылту (каз. Қызылту) — село в Тюлькубасском районе Туркестанской области Казахстана. Входит в состав Састобенской поселковой администрации. Код КАТО — 516059200.

## Население
В 1999 году население села составляло 457 человек (233 мужчины и 224 женщины). По данным переписи 2009 года, в селе проживал 721 человек (377 мужчин и 344 женщины).